# Dalla
Dalla est une commune du Burkina Faso, située dans le département d'Arbinda, dans la province du Soum, région du Sahel.